# Ньямбі
Нья́мбі (англ. Nyambi) — традиційна громада у складі дистрикту Мачинга Південного регіону Малаві.
Населення — 55989 осіб (2018).